# 3-Hydroksy-3-metyloglutarylokoenzym A
3-Hydroksy-3-metyloglutarylokoenzym A, HMG-CoA – organiczny związek chemiczny, produkt przejściowy w szlaku mewalonowym i ketogenezie. Powstaje z acetylo-CoA i acetoacetylo-CoA z udziałem syntazy HMG-CoA.
Odkrycie tego koenzymu jest wynikiem badań Minora J. Coona oraz Bimala Kumara Bachhawata
Jest też produktem przejściowym w metabolizmie leucyny. Jej prekursorem jest 3-metyloglutakonylokoenzym A.

## Szlak mewalonowy
Reduktaza HMG-CoA przekształca HMG-CoA do kwasu mewalonowego.

Szlak mewalonowy

## Ketogeneza
Liaza HMG-CoA rozkłada HMG-CoA do acetylo-CoA i acetooctanu.

Ketogeneza